# Speising
Speising ist ein Bezirksteil des 13. Wiener Gemeindebezirks Hietzing und eine der 89 Wiener Katastralgemeinden.

## Geschichte
Die erste urkundliche Erwähnung von Speising erfolgte 1365. Damals schenkte Herzog Rudolf IV. der Wiener Propstei Sankt Stephan (Stephansdom) die Herrschaften Speising und Lainz. Wegen der relativ ungeschützten Lage der Ortschaft hatte die Bevölkerung unter den Kriegseinwirkungen besonders während der ersten Türkenbelagerung 1529 sehr zu leiden. Am 1. Jänner 1892 wurde Speising gemeinsam mit mehreren anderen Vororten als 13. Bezirk, der den Namen Hietzing erhielt, eingemeindet.
Im Osten von Speising liegt im Bereich der Fasangartengasse unterirdisch die Trasse einer ehemaligen römischen Wasserleitung zum Legionslager Vindobona. Mehrere Stücke dieser Leitung wurden gefunden und archäologisch dokumentiert.

## Allgemeines

Speising und seine Umgebung 1872 (Aufnahmeblatt der Landesaufnahme)

Der Ortskern mit älterem Bestand ursprünglich bäuerlicher Häuser befindet sich am Anfang der Speisinger Straße zwischen Verbindungsbahn und Einmündung der Feldkellergasse sowie, als deren Fortsetzung, am Anfang der ungeraden Seite der Gallgasse. Im franziszäischen Kataster ist die heutige Gallgasse noch fast unverbaut, die Häuser hier stammen aus der Mitte des 19. Jahrhunderts. Allerdings bildet sich nur hier ein Ensemble aus, in der Speisinger Straße wird der ältere Baubestand an vielen Stellen durch Gebäude aus dem späten 19. und 20. Jahrhundert durchbrochen. Viele der einstöckigen Häuser wurden zudem schon im 19. Jahrhundert überformt.
Nach der Eingemeindung setzte große Bautätigkeit ein. Viele Häuser mit Garten sichern bis heute einen hohen Anteil an Grünflächen. Auch die Spitäler – die Rothschildstiftung Neurologisches Zentrum Wien an der Grenze zu Speising in der Katastralgemeinde Rosenberg und das Orthopädische Spital Wien Speising (früher Niederösterreichisches Landeskrankenhaus Speising) – sind von Grünanlagen umgeben. Für die Rothschildstiftung wurde eigens eine Fläche der damaligen Nachbargemeinde Mauer nach Wien eingemeindet, da der Stifter das Spital in Wien errichten lassen wollte.
Das erste Schienenverkehrsmittel, das Speising erreichte, war die 1860 erbaute Verbindungsbahn. Sie verbindet die Stationen Wien Hütteldorf und Wien Penzing an der Westbahn mit der Station Wien Meidling an der Südbahn. Derzeit verkehrt hier die S-Bahn-Linie S80 (Wien Hütteldorf–Speising–Wien Hauptbahnhof–Wien Aspern Nord). Der Güterverkehr auf der Verbindungsbahn wurde seit der Inbetriebnahme des Lainzer Tunnels am 9. Dezember 2012 teilweise in diesen verlegt. Seit 2014 werden auch Fernzüge der Westbahn, die über Wien Hauptbahnhof auf die Ostbahn übergehen sollen, wie etwa Züge zwischen Salzburg und Budapest, nicht mehr auf der Verbindungsbahn, sondern durch den Lainzer Tunnel geführt.
Speising wird von den Straßenbahnlinien 60 (früher Strecke Hietzing – Mödling der Dampftramway-Gesellschaft vormals Krauss & Comp., heute nur bis Rodaun im 23. Bezirk) und 62 (Ring, Oper – Lainz, Wolkersbergenstraße) durchquert. Mit 2. September 2017 wurde die stadtzentrumsseitige Endstation der Linie 60 von Hietzing zum Westbahnhof verlegt. Am westlichen Ende der Hetzendorfer Straße befindet sich der Betriebsbahnhof (die Remise) Speising der Wiener Linien.
In der Bergheidengasse 5–19 bestehen eine Höhere gewerbliche Bundeslehranstalt für Tourismus und eine Höhere Bundeslehranstalt für wirtschaftliche Berufe.
An Bädern gibt es heute nur mehr das Hietzinger Bad an der Atzgersdorfer Straße (Grenze zum 12. Bezirk).
An der Grenze zu Lainz im Nordosten des Bezirksteils liegt das ehemalige Militärinvalidenheim, ein Komplex aus sieben Objekten mit der Invalidenhauskirche im Zentrum. Es ist von der Stadt Wien als bauliche Schutzzone definiert.
Drei weitere Schutzzonen gibt es im Bezirksteil: die Schutzzone Speising an der ungeraden Seite der Gallgasse (dem alten Ortskern), die Künstlersiedlung (1922–1924 im Rahmen der Siedlerbewegung für einkommensschwache Künstler errichtet) und der Eduard-Popp-Hof, ein Gemeindebau aus dem Jahr 1931/32, der konzeptuell mit der in Lainz befindlichen Siedlung Lockerwiese in Verbindung steht. Zusätzlich stehen mit Ausnahme der Gallgasse die Objekte in den Schutzzonen unter Denkmalschutz.

## Medien
Über lokale Ereignisse in Speising und im benachbarten Bezirksteil Mauer und Umgebung sowie über ortsgeschichtliche Themen berichtet die fünfmal im Jahr erscheinende Mauer Zeitung (früher: Maurer Zeitung), die im Rahmen eines langjährigen Schulprojekts vom Liesinger Schulverein initiiert und herausgegeben wurde. Heutiger Herausgeber ist der Verein zur Förderung der Kommunikation in Mauer und Umgebung. Die Lokalzeitung hat eine Auflage von 28.000 Exemplaren (September 2020) und wird unter anderem von örtlichen Geschäftsleuten sowie vom WWFF gefördert.
Der Verein zur Förderung der Kommunikation betreibt seit 2006 für den Nachbarbezirksteil die Internetpräsenz mauer.at die unter anderem einen Online-Zugang zur Mauer Zeitung beinhaltet. Seit 2008 betreibt der Verein auch die gleichgelagerte Internetpräsenz speising.info, die ebenfalls über lokale Ereignisse und Veranstaltungen informiert.

## Bildergalerie

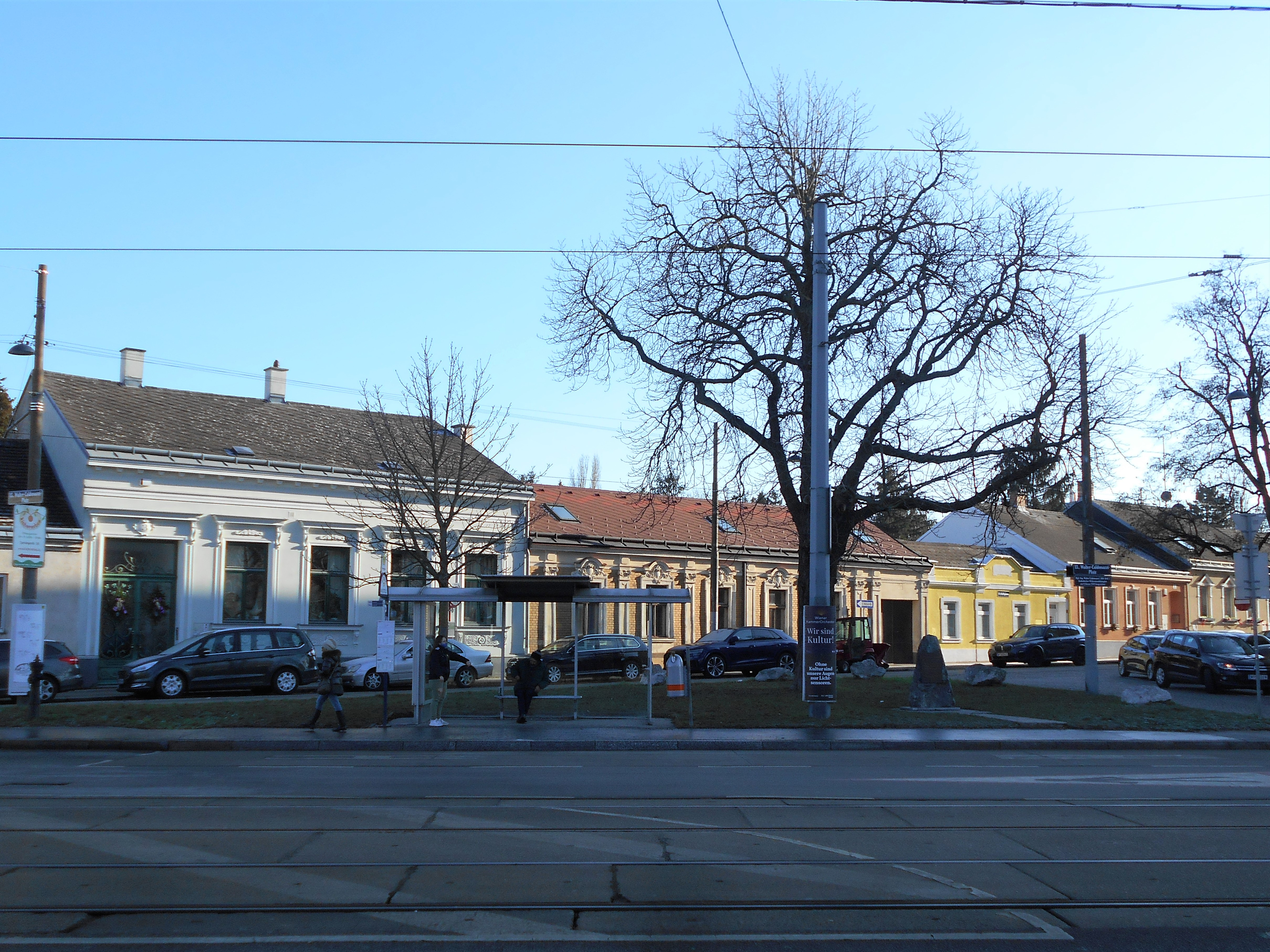
Anfang der Gallgasse (Teil des Ortskerns)
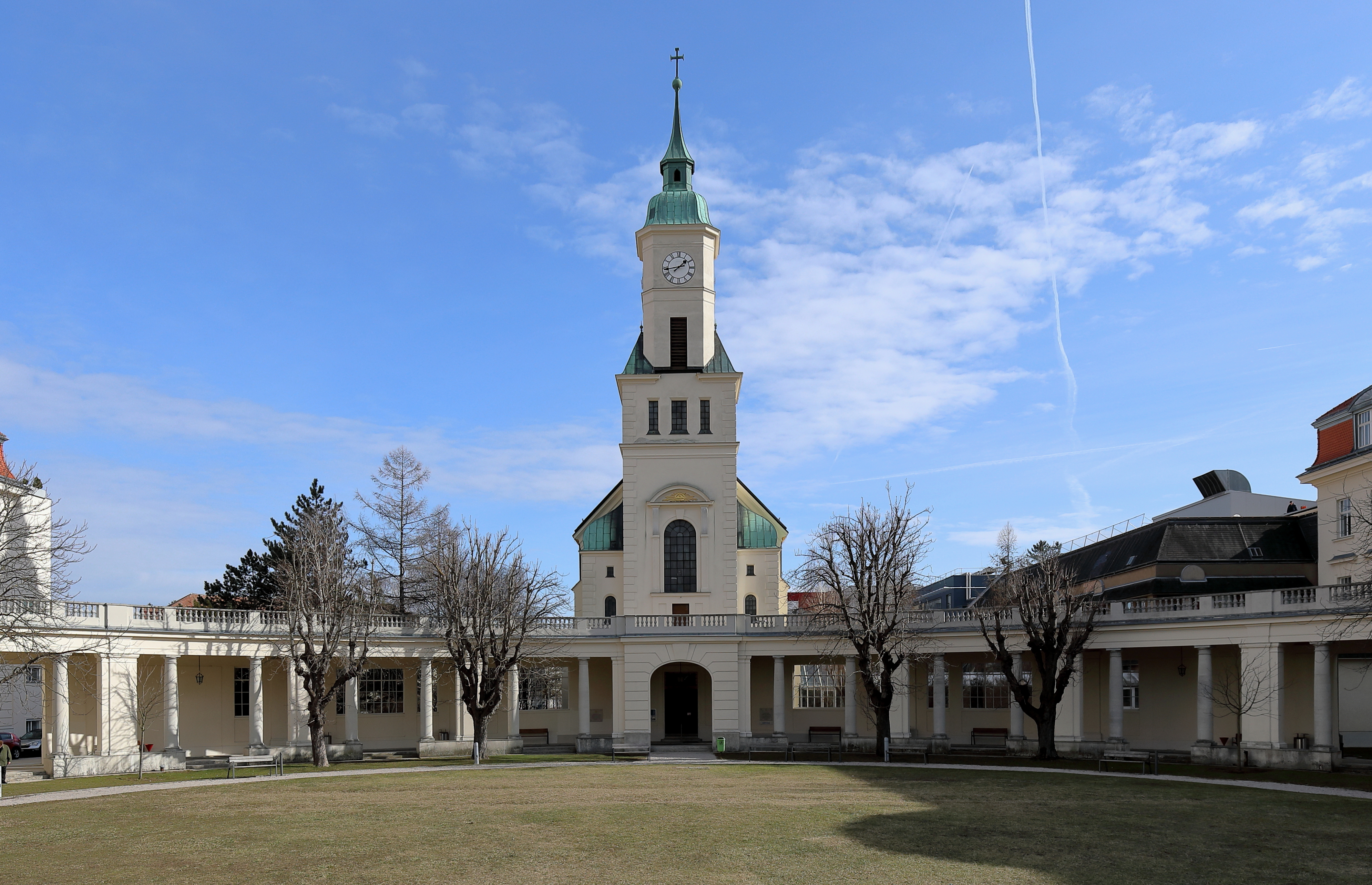
St. Josef, Spitalskirche des Orthopädischen Krankenhauses Speising
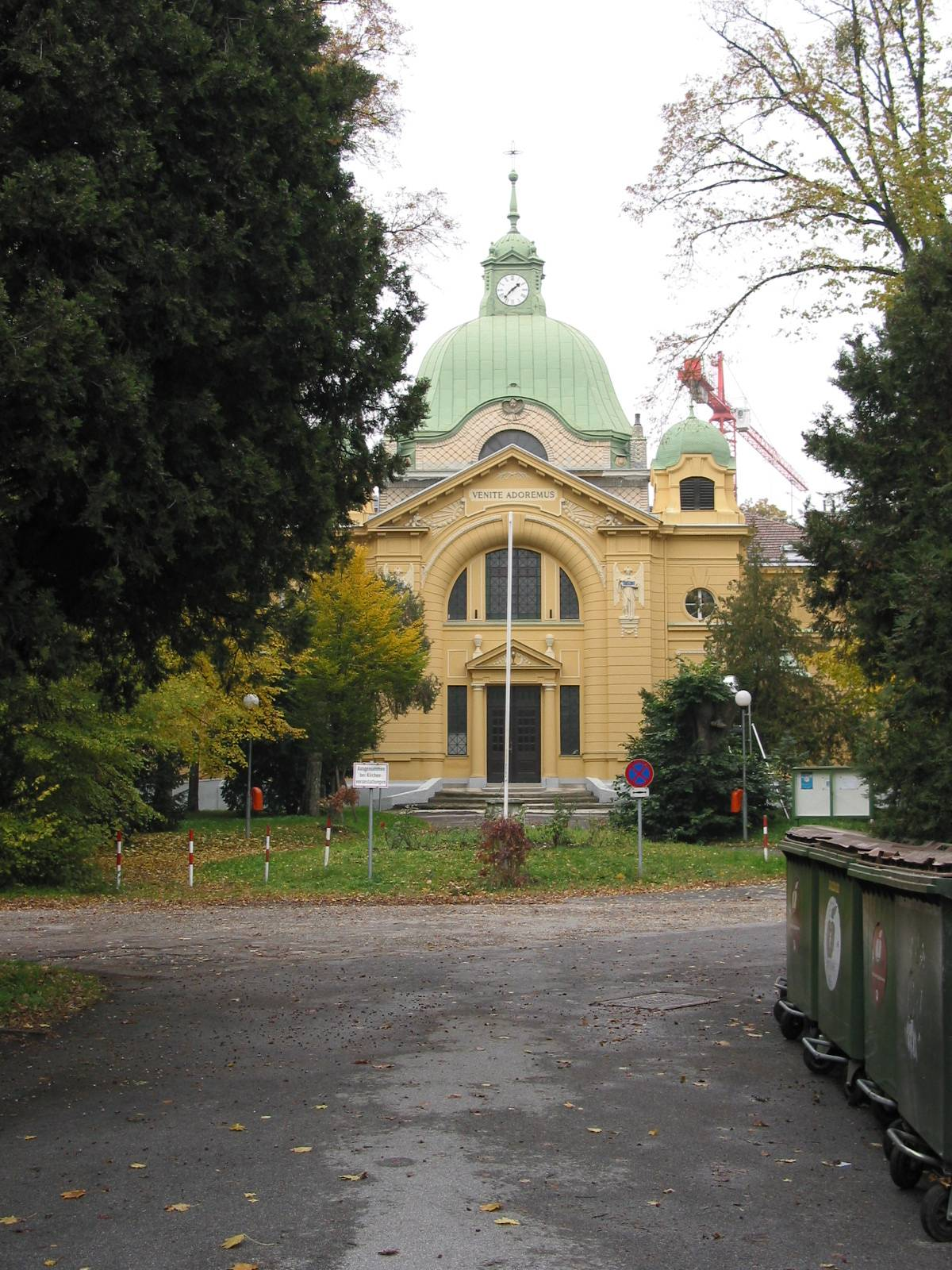
Invalidenhauskirche
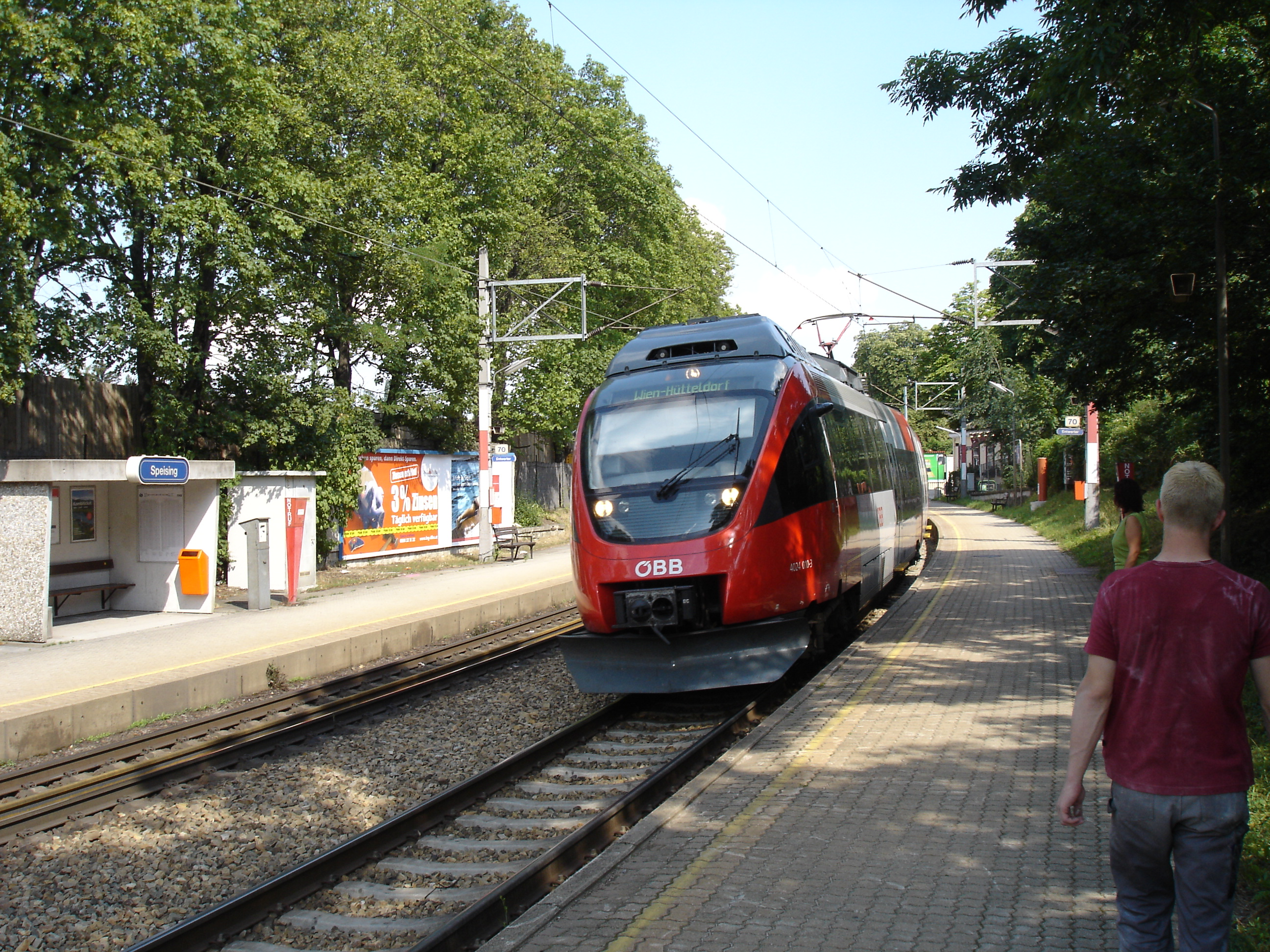
S-Bahn-Station Speising
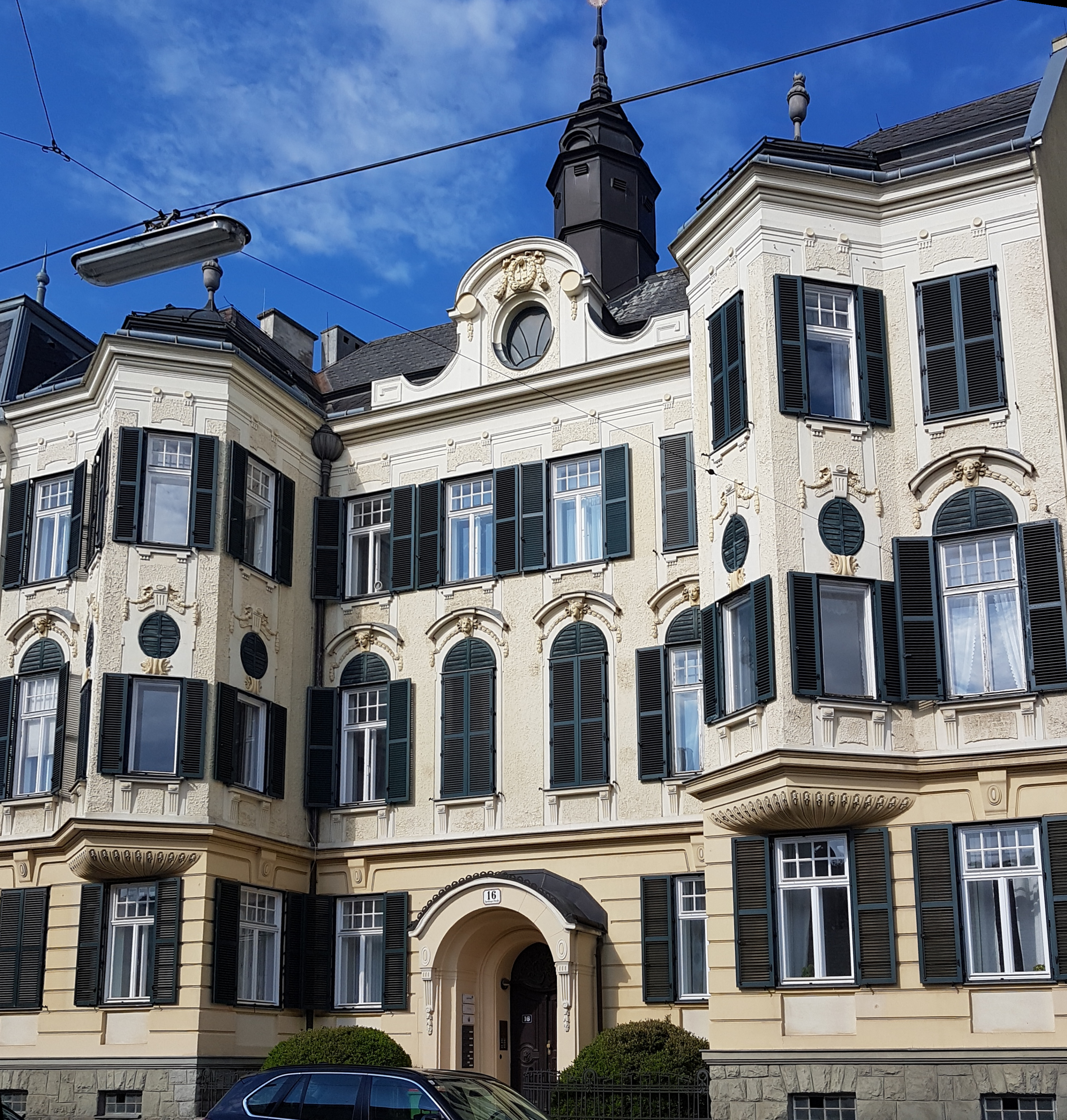
Palaisartiges Mietshaus (Speisinger Straße 16, 1903)
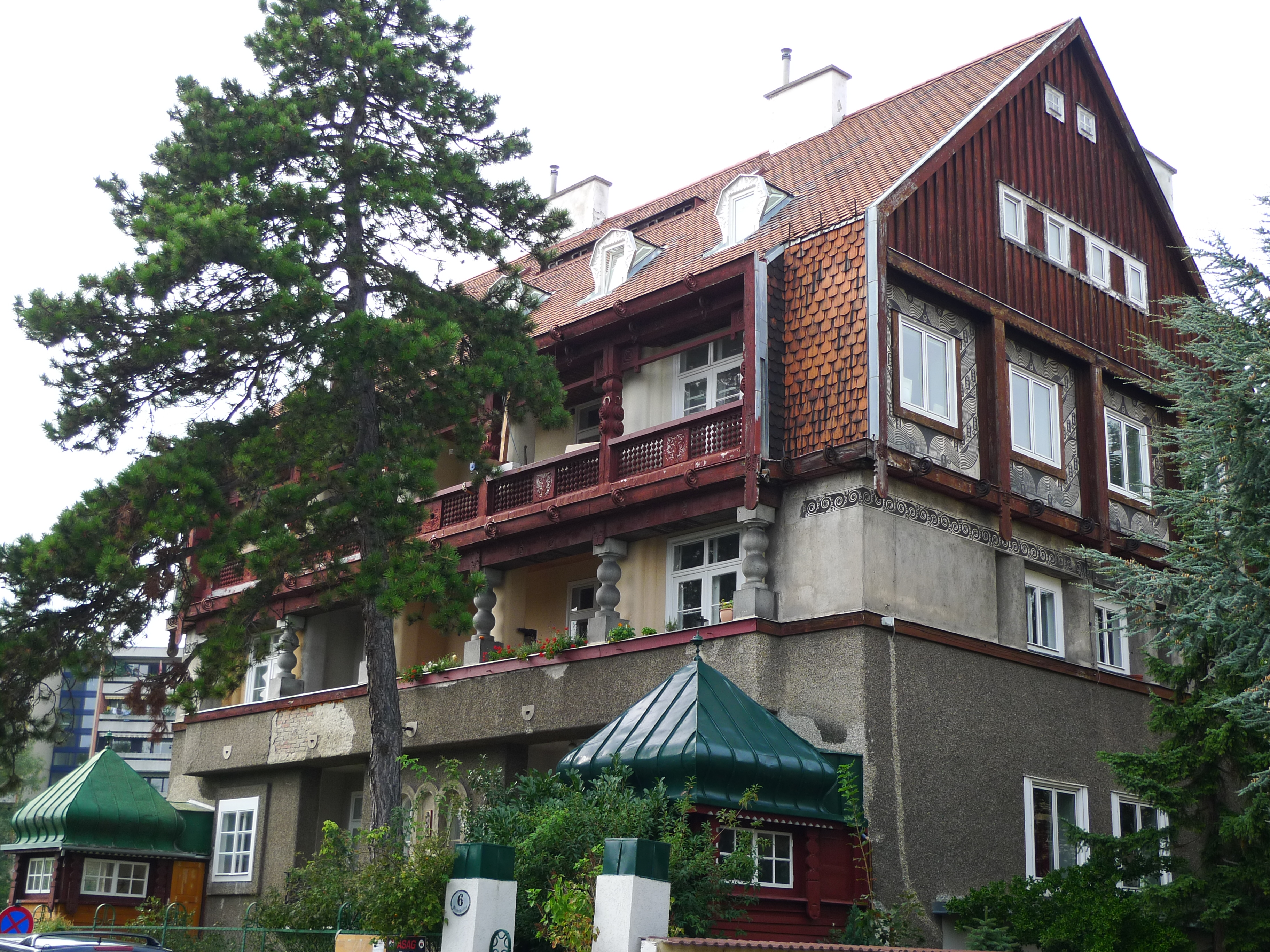
Die Villa Wachtel von Karl Fischl (Winkelbreiten 6, 1913) mit ihren für Wien ungewöhnlichen Dekorformen
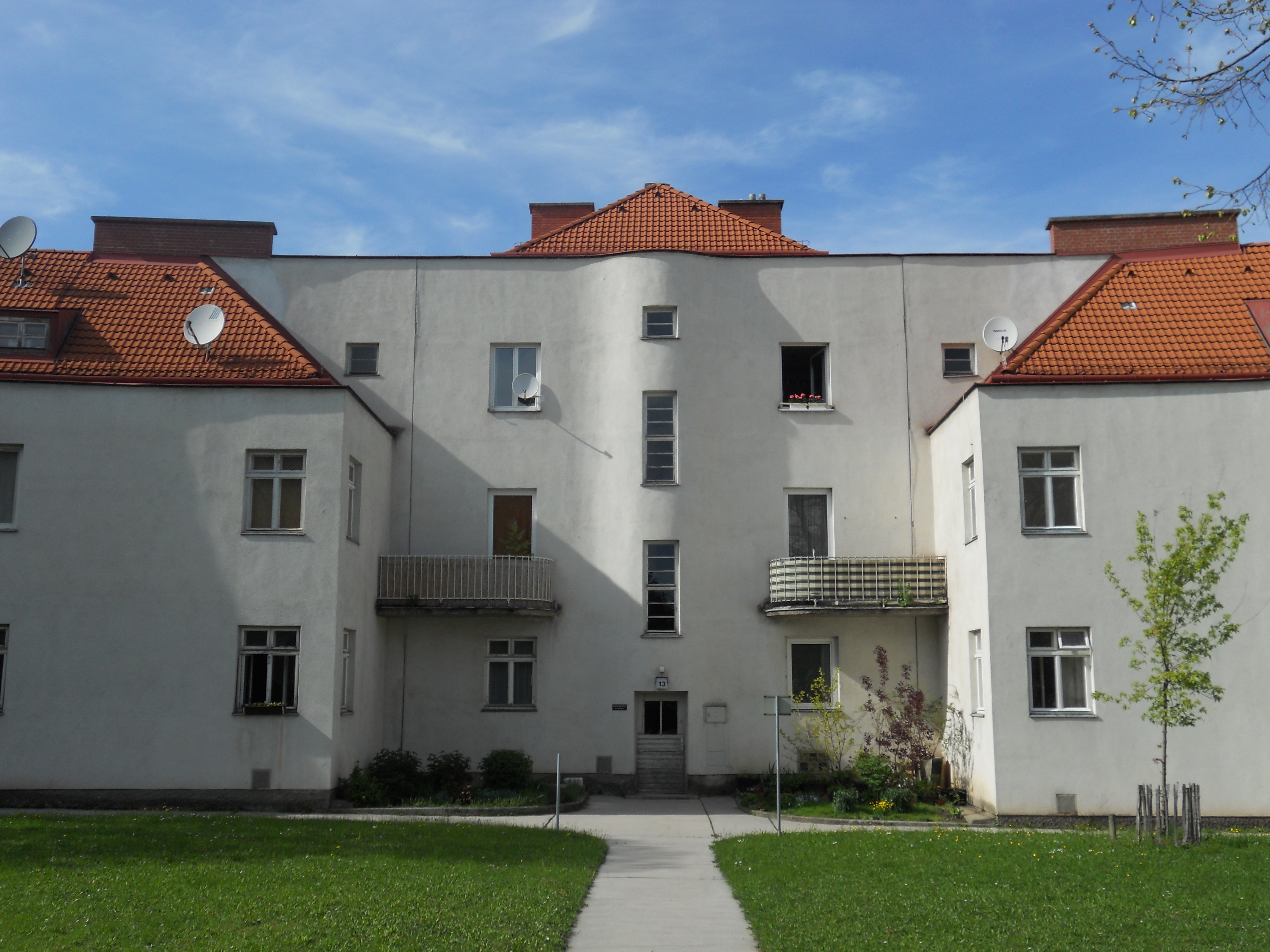
Mittelteil des Eduard-Popp-Hofs